# Fat Man
Pour les articles homonymes, voir Fatman.
Fat Man (signifiant « homme obèse » en français) est le nom de code de la bombe A larguée sur Nagasaki au Japon le 9 août 1945 par l'armée américaine. C'est la deuxième et dernière bombe atomique utilisée de manière offensive.
Fat Man provoque la troisième explosion nucléaire de l'histoire après Gadget et Little Boy. D'une longueur de 3,25 m et d'un diamètre de 1,52 m, elle pèse 4 545 kg. Après la guerre, son nom est utilisé pour désigner familièrement la famille de bombes Mark 3, construites sur les mêmes principes.

## Histoire
Après le rejet officiel par le Japon (le 29 juillet 1945), de l'exigence des Alliés de sa capitulation sous les conditions de la Déclaration de Potsdam, le président américain Harry S. Truman ordonne au général Carl A. Spaatz de procéder au bombardement atomique de l'une des quatre villes japonaises, selon une liste établie par le Comité des objectifs (Target Committee) qui a été réuni en mai, puis modifiée (pour épargner Kyoto qui avait été sélectionné comme premier objectif) : Hiroshima, Kokura, Niigata ou Nagasaki (qui remplace Kyoto). 

### Hiroshima
Le 6 août 1945, un bombardier Boeing B-29 Superfortress de la série Silverplate, baptisé Enola Gay, largue Little Boy au-dessus d'Hiroshima.

### Nagasaki

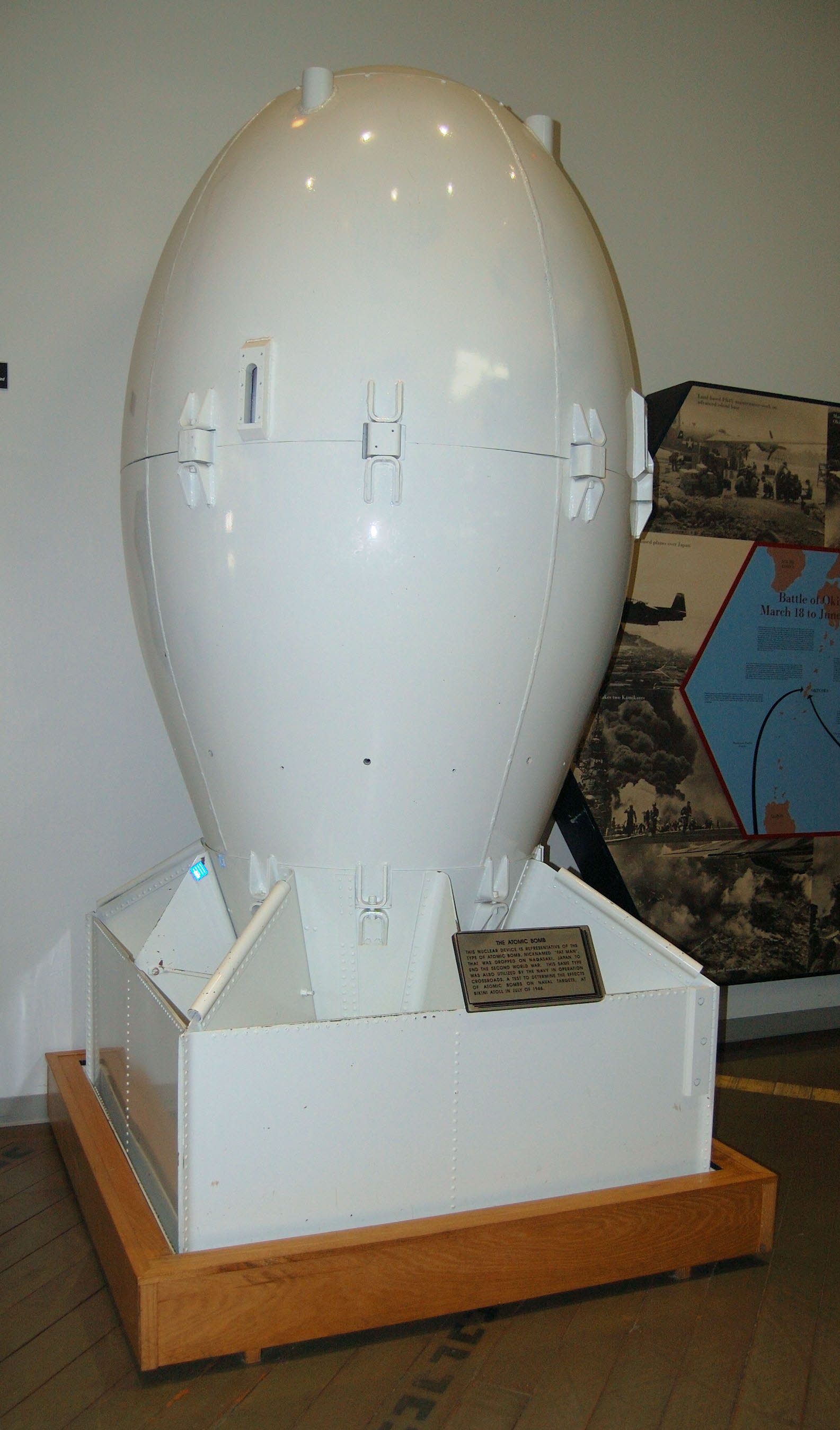
Réplique, exposée au National Museum of Naval Aviation à Pensacola, du modèle Fat Man largué sur Nagasaki. Ce même type fut utilisé sur l'atoll de Bikini en juillet 1946, lors de l'opération Crossroads, afin de tester les effets des bombes atomiques sur des cibles navales).

Le 9 août 1945, un bombardier B-29, lui-aussi de la série Silverplate, baptisé Bockscar, se dirige vers la ville de Kokura avec à son bord la bombe Fat Man. À cause d'un bombardement le matin même sur la zone voisine de Yahata qui couvre la ville de fumée, Bockscar se dirige vers sa cible secondaire et largue Fat Man au-dessus de Nagasaki. La détonation a lieu à 550 mètres au-dessus de la ville, tuant plus de 35 000 personnes,.
Il s'agit d'une bombe au plutonium 239 (239Pu), en contenant 6,4 kilogrammes, ce qui donne une puissance de 21 à 23 kilotonnes, supérieure à celle de Little Boy larguée sur Hiroshima. La destruction est toutefois moins importante à cause de la nature vallonnée du terrain à Nagasaki (Hiroshima était sur une grande étendue plane).

## Après la guerre
Plusieurs bombes de type « Fat Man » (Mark 3) sont construites après la guerre et les deux tirs de l'opération Crossroads sur l'atoll de Bikini utilisent ce modèle de bombe. Après les trois tirs de l'opération Sandstone en 1948, cette architecture est rapidement abandonnée par l'armée américaine pour des raisons d'instabilité et de rendement au profit du type Mark 4.
Grâce aux informations fournies par Theodore Hall et Klaus Fuchs, l'URSS peut créer un modèle de bombe techniquement très proche des Mark 3. RDS-1, qui explose à Semeï (alors Semipalatinsk) au Kazakhstan le 29 août 1949, est donc une réplique relativement fidèle de Fat Man.

Diagramme montrant les principaux composants d'une bombe de type Fat Man.

## Description
Les schémas originaux de l'intérieur des bombes Fat Man et Little Boy sont toujours classifiés en 2008, contrairement aux plans extérieurs. Cependant, de nombreuses personnes ont effectué des recherches à ce sujet via les témoignages des membres du projet Manhattan, les documents sur les affaires d'espionnage entre l'URSS et les États-Unis et des photographies. Les principales parties et leurs caractéristiques sont ainsi connues mais leur forme, leur emplacement et la liste des pièces nécessaires à la bombe sont des informations encore tenues secrètes.
En cas d'explosion ratée en altitude, les ingénieurs ayant conçu la bombe ont prévu un système pour que celle-ci soit détruite lors de l'impact avec le sol dans le but d'éviter qu'elle ne livre ses secrets. La charge de destruction consiste en quatre fusibles AN-219 placés à l'avant de la bombe.
| Schéma de l'intérieur de la bombe Fat Man. | 1. fusible AN 219 2. antennes de radar Archie 3. plaque avec les batteries utilisées pour lancer l'explosion 4. X-Unit, unité de mise à feu placée près des explosifs conventionnels 5. charnière destinée à fixer les deux parties ellipsoïdales de la coque de la bombe 6. lentille pentagonale d'explosif (douze unités avec des couches d'explosifs lents et rapides) 7. lentille hexagonale d'explosif (vingt unités avec des couches d'explosifs lents et rapides) 8. « Parachute californien », queue de la bombe en aluminium 9. enveloppe sphérique de 140 cm de diamètre 10. cônes qui contenaient la boule 11. enveloppe de lentilles explosives 12. empilement de couches de matière fissile (initiateur de neutrons, réflecteur, tampon, couche de bore/aluminium) 13. plaque d'instrumentation (radars, baromètres et temporisateurs) 14. collecteur des tubes des baromètres |

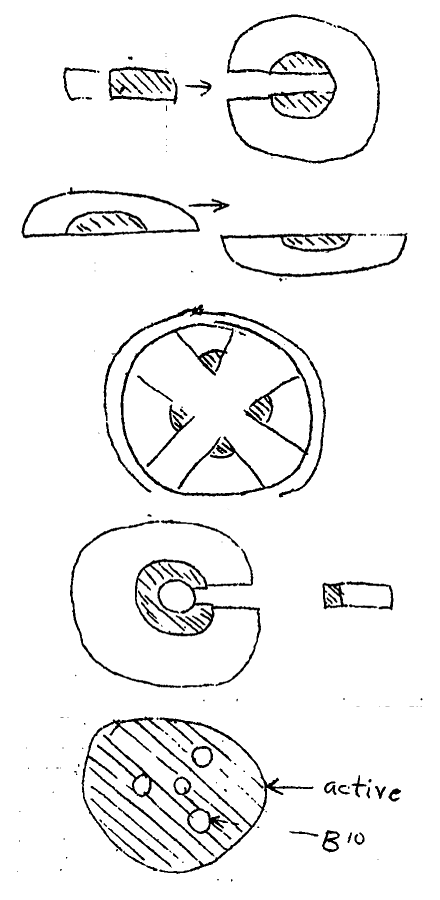
Schémas d'architecture possible pour la bombe, présentés par Robert Serber lors d'une conférence à Los Alamos en 1942 dans le Los Alamos Primer, un précis technique remis aux nouveaux chercheurs à Los Alamos à l'époque du projet Manhattan[7]. La troisième esquisse s'apparente à la bombe de type Mark 3 alors que les autres sont basées sur le principe du canon.
De l'extérieur, le centre de la bombe ressemble à un ballon de football avec plusieurs couches. La couche extérieure est composée de lentilles explosives qui, lorsqu'elle détonnent, provoquent une compression uniforme de la boule de plutonium qu'elle enserre.
La coupe du cœur de la bombe permet de voir la structure géométrique des couches explosives. Elles devaient être usinées de façon très précise pour concentrer de manière optimale l'onde de détonation vers le centre.
Animation montrant la compression de la boule de plutonium par les lentilles explosives.

## Dans la culture populaire
- Dans le Jeu vidéo 60 Seconds! Fat Man est un niveau du jeu ;
- dans les jeux vidéo Fallout 3, Fallout: New Vegas, Fallout 4 et Fallout 76, le Fat Man est une arme pouvant propulser de mini ogives nucléaires pour une puissance de frappe considérable, mais inspiré du Davy Crockett ;
- dans le jeu vidéo Metal Gear Solid 2: Sons of Liberty, un personnage nommé Fatman est un dangereux expert en explosifs, qui a construit sa propre bombe atomique à l'âge de dix ans ;
- dans la série télévisée Warehouse 13 (saison 3, épisode 12), Fat Man et Little Boy sont des programmes détruisant la totalité d'un disque dur ;
- dans le film Wolverine : Le Combat de l'immortel, Wolverine survit à l'explosion de Fat Man lors du bombardement de Nagasaki.
- Dans les bandes dessinées de Sin City, c'est le nom d'un personnage secondaire, second couteau de la pègre, travaillant en permanence avec son complice, Little Boy, qui est le nom de la bombe d'Hiroshima. Ils s'expriment de façon ampoulée, pédante au point d'être grotesque.
- Une réplique de cette bombe peut être aperçue dans Indiana Jones et le Royaume du crâne de cristal, où elle est larguée au début du film dans une petite ville factice au beau milieu du désert du Nevada, pour des essais nucléaires. L'archéologue parvient à échapper et à survivre à l'explosion en se réfugiant dans un réfrigérateur doublé au plomb.

### Filmographie
- Nom de code Fat Man, 8e épisode de la 6e saison de La Minute de vérité sur National Geographic Channel et sur Direct 8.